# DJ Cargo
DJ Cargo, właśc. Kazimierz Krzysiek (ur. 1 lutego 1976 w Andrychowie) – polski DJ i producent muzyczny.

## Życiorys
DJ Cargo pochodzi z miejscowości Stanisław Górny niedaleko Wadowic.
Zasłynął utworem „Jump To The Bass”, który przez długi czas znajdował się na czołowych pozycjach na listach przebojów w rozgłośniach radiowych oraz telewizyjnych.
Współpracuje z wytwórnia JPlanet Entertainment/Magic Records.

## Dyskografia

### Oficjalnie wydane single
- Check It Out (JPlanet Entertainment, My Music) (2007)
- No More Tears (JPlanet Entertainment, My Music) (2007)
- Jump To The Bass (JPlanet Entertainment, My Music) (2007)
- Jump To The Future (JPlanet Entertainment, My Music) (2008)
- Once Again (JPlanet Entertainment, My Music) (2008)
- Crazy Bells (JPlanet Entertainment, My Music) (2008)
- Love Today (JPlanet Entertainment, My Music) (2008)
- Don’t Stop (JPlanet Entertainment, My Music) (2008)
- Never Alone (JPlanet Entertainment, My Music) ((2008)
- Summer Night (JPlanet Entertainment, My Music) ((2008)
- Kissing My (JPlanet Entertainment, My Music) (2009)
- Party Weekend (JPlanet Entertainment, My Music) (2009)
- Let The Music Play (My Dance) (2009)
- In My House (My Dance) (2009)
- If You Ready (My Dance) (2010)
- Reach Up (JPlanet Entertainment) (2010)
- Fly (JPlanet Entertainment, Magic Records) (2010)
- Right Back (JPlanet Entertainment, Magic Records) (2011)
- In Your Eyes (JPlanet Entertainment, Magic Records) (2011)
- Dreams (JPlanet Entertainment, Magic Records) (2012)
- Check It Out 2012 (JPlanet Entertainment, Magic Records) (2012)
- Jump To The Bass 2012 (JPlanet Entertainment, Magic Records) (2012)
- I Need U feat. MBrother (JPlanet Entertainment, Magic Records) (2012)
- Fly Away ((JPlanet Entertainment) (2013)
- Move Your Body Feat. Robson & Pati (Blue Danceroom Records) (2013)
- It's On You Feat. Robson & Pati (Blue Danceroom Records) (2013)
- Fly 2014 (JPlanet Entertainment) (2014)
- Keep On Dancing / feat. Robson & Pati (Blue Danceroom Records)
- Louder / feat. O!ZOmatic (JPlanet Entertainment) (2014)
- Promises feat. MBrother (JPlanet Entertainment) (2014)
- Sexy Jump (JPlanet Entertainment) (2014)
- Let's Go (JPlanet Entertainment) (2014)
- Sexy Jump (Rework 2015) (JPlanet Entertainment) (2015)
- Feeling Away / feat. Wave Rocket (JPlanet Entertainment) (2015)
- Follow The Flow (JPlanet Entertainment) (2016)
- Fat Beat (JPlanet Entertainment) (2016)
- Dance To The Stars (JPlanet Entertainment) (2016)
- Let's Run (JPlanet Entertainment) (2017)
- Everybody (JPlanet Entertainment) (2017)
- Sexy Jump Rework 2017 (C-Go Records) (2017)
- I Got You (C-Go Records) (2017)
- Come Around (C-Go Records) (2018)
- Summer Night (C-Go Records) (2018)
- Alive feat. Jared Bear (2018)
- Feel The Love feat. Luca Bence (2019)
- Higher Place (C-Go Records) (2020)
- Check It Out 2021 (C-Go Records) (2020)
- Let's Go 2021 (C-Go Records) (2021)
- You And Me (C-Go Records) (2021)
- All For Now (C-Go Records) (2021)
- It's Time (C-Go Records) (2021)
- Your Body (C-Go Records) (2021)
- In Or Out (C-Go Records) (2021)
- Be Your Side (C-Go Records) (2022)
- Please Don't Go (C-Go Records) (2022)
- Jump To The Bass 2022 (C-Go Records) (Barthezz Brain Remix) (2022)
- I Don't Wanna Go (C-Go Records) (2022)
- Through The Night (C-Go Records) (2022)
- Everybody [Cover] Cherry Pepper Music (2023)

### Oficjalne remiksy
- Masters Of South feat. Cliff Randall – It_s Gone (DJ Cargo Remix) (JPlanet Entertainment)
- Gabriel Delgado – Color History (DJ Cargo Remix) MMC Records
- Za-No-Za – How Do You Do (DJ Cargo Club Remix)12 Cali Records
- Jacob ft.Tyra C – Leavin' (Dj Cargo Club Remix) JPlanet Entertainment
- Moreno feat. Alan Basski – Celebration (DJ Cargo Remix) JPlanet Entertainment
- EasyTech – I’m The Sexy Girl (DJ Cargo Remix) 001 Records
- Masters Of South feat. Cliff Randall – Change It All (DJ Cargo Extended Remix) My Music/Balloon Records
- Dj Cargo – Check It Out 2.10 (Kei Morton & EasyTech Remix) JPlanet Entertainment
- MBrother – Trebles 2k9 (DJ Cargo Remix) JPlanet Entertainment, My Music
- Gabriel Delgado vs DJ Thomas – So Like Wind (DJ Cargo Remix) Dee Jay Mix Club Rec.
- Dan Van Beat feat. Lukasz Mojecki – Pain (DJ Cargo And D Verse Remix) Camey Records
- C-Bool feat. Rommie S- One More Chance (DJ Cargo And D Verse Remix) Camey Records
- Supersonik – Crazy Bells (DJ Cargo And D Verse Remix) JPlanet Entertainment, My Music
- MBrother – Say It (DJ Cargo And D Verse Remix) JPlanet Entertainment, My Music
- Dj Jozin B – Jozin Z Bazin (DJ Cargo And D Verse Remix) My Music
- Alchemist Project – Viva Carnival (DJ Cargo Remix) Camey Records
- Beattraax- Don’t lave Me Alone (DJ Cargo Remix) Camey Records
- Mallancia – Feel (DJ Cargo Remix) Camey Records
- Alchemist Project – Music Is My Extasy (DJ Cargo Remix) Camey Records
- Pudzian Band – Baila Me... Yeh Yeh (DJ Cargo Remix) Hit N Hot
- Hyperavers – La Danse Des Canaeds 2006 (DJ Cargo Remix) Dee Jay Mix Club Rec.
- Hyperavers – Forsaken Sound (DJ Cargo Remix) Dee Jay Mix Club Rec.
- DJ Bobo – Somebody Dance With Me 2.10 (DJ Cargo vs Kei Morton Club Remix)
- Lykke Li - I Follow Rivers (DJ Cargo Bootleg)

### Albumy
- Dj Cargo – Jump to The Bass, Jump To The Music (JPlanet Entertainment, My Music) (2008)
- Techno jazda by Dj Cargo (JPlanet Entertainment, My Music) (2008)
- Sigma Mix Vol.1 Mixed by Dj Cargo (JPlanet Entertainment) (2009)
- Sigma Mix Vol.2 Mixed by Dj Cargo (JPlanet Entertainment) (2010)
- Sigma Mix Vol.3 Mixed by Dj Cargo (JPlanet Entertainment) (2011)

### Wideoklipy
- Jump To The Bass (JPlanet, My Music) (2008)
- Fly (JPlanet Entertainment, Magic Records) (2011)
- Move Your Body Feat. Robson & Pati (Blue Danceroom Records) (2013)
- I Got You (C-Go Records) (2017)
- All For Now (C-Go Records) (2022)